# 新北市三峽區三峽國民小學
新北市三峽區三峽國民小學位於新北市三峽區中山路，創立於西元1900年。

## 校史
- 1900年4月6日臺北縣三角湧公學校創校，商借三峽長福巖祖師廟廟舍上課。
- 1902年改稱桃仔園廳三角湧公學校。
- 1905年改稱桃園廳三角湧公學校。
- 1920年隨著地方制度市區改正，更名為臺北州三角湧公學校、1921年改稱臺北州三峽公學校。
- 1941年改稱臺北州三峽東國民學校。
- 1946年改為臺北縣三峽鎮三峽國民學校
- 1968年九年國民教育的實施，改制為臺北縣三峽鎮三峽國民小學
- 1989年移撥安溪里等里學區學生至台北縣三峽鎮安溪國小
- 2000年4月舉行「飛越千禧 三峽慶百」百年校慶慶祝音樂會與運動會
- 2002年6月30日，成立台北縣三峽鎮三峽國小校友會。
- 2002年8月29日移撥八張里等里學區學生至台北縣三峽鎮中園國民小學(今新北市三峽區中園國民小學)
- 2008年8月移撥北大特區學區學生至台北縣樹林市桃子腳國小(今新北市樹林區桃子腳國民小學)
- 2010年5月舉行110周年校慶運動會與園遊會；12月25日台北縣升格為直轄市，更名為新北市三峽區三峽國民小學。
- 2012年8月移撥龍埔里學區學生至新北市三峽區龍埔國民小學。
- 2015年5月1日至2015年5月2日，舉行115周年校慶音樂會與校慶運動會。
- 2020年4月6日，新北市三峽國民小學成立屆滿120年校慶。

## 歷任校長

### 日治時期
| 姓名         | 任期      |
| ------------ | --------- |
| 山友八       | 1900-1902 |
| 小林三次郎   | 1902-1902 |
| 伊藤伊太郎   | 1904-1904 |
| 鹽澤和歌     | 1905-1909 |
| 沼市郎彥     | 1908-1909 |
| 鹽澤和歌     | 1909-1913 |
| 小山戎三     | 1913-1921 |
| 野間新郎     | 1921-1923 |
| 加藤木藤一郎 | 1923-1925 |
| 剛準市郎     | 1925-1932 |
| 石井清       | 1932-1936 |
| 田村保       | 1936-1937 |
| 丸山誠       | 1937-1938 |
| 渡邊正       | 1938-1942 |
| 井丿口靜夫   | 1942-1943 |
| 李章榮       | 1943-1944 |
| 吉田匡治     | 1944-1945 |

### 戰後時期
| 任期 | 姓名   | 在職年份       |
| ---- | ------ | -------------- |
| 1    | 黃錢寶 | 1945-1947      |
| 2    | 林水泉 | 1947-1971      |
| 3    | 翁清田 | 1971-1981      |
| 4    | 王季團 | 1981-1986      |
| 代理 | 周阿金 | 1986年2月至7月 |
| 5    | 盧萬成 | 1986-1993      |
| 代理 | 周阿金 | 1993年2月      |
| 6    | 陳超彬 | 1993-1997      |
| 代理 | 周阿金 | 1997年2月至7月 |
| 7    | 梁坑   | 1997-2001      |
| 8    | 張華基 | 2001-2009      |
| 9    | 張伯瑲 | 2009-2017      |
| 10   | 柯俊生 | 2017-至今      |

## 傑出校友
- 劉清港
- 李梅樹
- 虞音蓓
- 韋宗成

## 外部連結
- 新北市三峽區三峽國民小學 （页面存档备份，存于）